# Paco Morán
Francisco Morán Ruiz, detto Paco (Almodóvar del Río, 9 novembre 1930 – Barcellona, 23 luglio 2012), è stato un attore spagnolo.
Tra le più popolari figure dei palcoscenici teatrali di Barcellona, lavorò anche per il cinema, dove - a partire dall'inizio degli anni sessanta - recitò in oltre una trentina di pellicole, e fece parte del gruppo di attori della Radio Nacional de España.
Nella sua carriera di attore di teatro e nella sua carriera televisiva, si segnala il lungo sodalizio artistico, durato 13 anni, con Joan Pera.

## Biografia

### Gli ultimi anni di vita
Nel 2006, è vittima di un incidente, che lo costringe ad abbandonare le scene per circa due anni.
Muore il 23 luglio 2012 presso la Clinica del Pilar di Barcellona a causa di un enfisema polmonare, all'età di 81 anni.

## Filmografia parziale

### Cinema
- Il re dei re (King of Kings, 1961) - ruolo: cieco
- Torrejón City (1962) - Mac
- Los cuervos (1962)
- El grano de mostaza (1962)
- Los muertos no perdonan (1963)
- Los derechos de la mujer (1963)
- I leoni di Castiglia (El valle de las espadas, 1963) - Peribáñez
- Il vendicatore di Kansas City (Cuatro balazos, 1964)
- La boda (1964)
- I morti vivono (La llamada, 1965)
- Per un pugno nell'occhio (1965) - Ramón Cocos
- La grande notte di Ringo (1966)
- Il nostro agente a Casablanca (1966) - Draco
- La vergine di Samoa (Fugitivos de las islas del sur, 1966) - Yawata
- Operación Dalila (1967)
- Un uomo e una colt (Un hombre y un colt, 1968)
- El comisario G. en el caso del cabaret (1975)
- La zorrita en bikini (1976) - Ricardito
- La dudosa virilidad de Cristóbal (1977) - Juan Luis
- Las que empiezan a los quince años (1978)
- Dos pillos y picos (1981)
- Escrit als estels (1991)
- Perfidia (1991)
- Monturiol, el senyor del mar (1993)
- Extraviados (2005) - Hipólito
- Última sesión (2010) - Mauri

### Televisione
- Las enfermeras - serie TV (1963)
- Función de noche - serie TV (1995)

## Teatro (Lista parziale)[1][2][4][5]
- El apagón, di Peter Shaffer (1968)
- Cada oveja con su pareja (1973)
- Punto y coma (1987)
- La extraña pareja, di Neil Simon (1994-1998)
- La jaula de las moscas (2002)
- El enfermo imaginario, di Molière (2002)